# لندن اکزکیتیو اوییشن
لندن اکزکیتیو اوییشن (به انگلیسی: London Executive Aviation) یک شرکت هواپیمایی است که در ۱۹۹۵ میلادی تأسیس شده‌است. دفتر مرکزی لندن اکزکیتیو اوییشن در فرودگاه استاپلفورد، لندن، بریتانیا واقع شده‌است و قطب این شرکت هواپیمایی در فرودگاه لوتن لندن قرار دارد.